# Pippa Haywood
Pippa Haywood est une actrice britannique, née le 6 mai 1961 à Hatfield en Angleterre.

## Filmographie

### Cinéma
- 1997 : Le Policier de Tanger : Diana Andrews
- 2004 : Si seulement... : Lavinia
- 2010 : Tamara Drewe : Tess
- 2010 : Huge : le patron des jongleurs
- 2012 : 8 Minutes Idle : Kathy
- 2016 : 5 Greedy Bankers : Catherine Stone
- 2016 : Orgueil et Préjugés et Zombies : Mme Long
- 2018 : A Bad Penny : Nancy
- 2020 : Quatre Enfants et moi : la libraire

### Télévision
- 1987 : Home James! : Fiona (1 épisode)
- 1988 : The One Game : Jenny Thorne (4 épisodes)
- 1989 : Capital City : Liz Armitage (4 épisodes)
- 1990 : She-Wolf of London : Betty Biddles (1 épisode)
- 1991-1997 : The Brittas Empire : Helen Brittas (51 épisodes)
- 1994-1996 : Budgie the Little Helicopter : Mme Kitchen (39 épisodes)
- 1997 : Copains pour toujours : Claire (6 épisodes)
- 1998 : Jonathan Creek : Lorna Claithorne (1 épisode)
- 1998-2009 : The Bill : plusieurs personnages (5 épisodes)
- 1999 : Roger Roger : Helen Jackson (3 épisodes)
- 2000 : Inspecteurs associés : ACC Rebecca Fenning (4 épisodes)
- 2000 : Holby City : Siân Wooldridge (1 épisode)
- 2000 : Ma tribu : Doreen (1 épisode)
- 2001 : Office Gossip : Maxine (6 épisodes)
- 2002 : Meurtres à l'anglaise : Juliet Spence (1 épisode)
- 2004-2006 : Green Wing : Joanna Clore (18 épisodes)
- 2007 : Fear, Stress and Anger : Julie Chadwick (6 épisodes)
- 2007 : Flics toujours : Jackie Small (1 épisode)
- 2007 : Miss Marple : Mme Price (épisode s03.2 : Témoin indésirable)
- 2008 : Inspecteur Lewis : Veronica Gray (1 épisode)
- 2008 : Orgueil et Quiproquos : Frankie (1 épisode)
- 2008 : Hercule Poirot : Mme Upjohn (1 épisode)
- 2008 : The Wrong Door : Lady Libido (6 épisodes)
- 2009 : Kingdom : Mme Anderson (2 épisode)
- 2010 : Hotel Trubble : Mme Beasley (1 épisode)
- 2012-2013 : Prisoners' Wives : Harriet (10 épisodes)
- 2012-2016 : Scott and Bailey : Julie Dodson (11 épisodes)
- 2013 : Mr Selfridge : Miss Bunting (7 épisodes)
- 2014 : Casualty : Peggy Raeburn (1 épisode)
- 2015 : Affaires non classées : Justine Greenwood (2 épisodes)
- 2016 : Good Vibrations (Brief Encounters) : Bunny (4 épisodes)
- 2016 : The Tracey Ullman Show : Claire Hollis (1 épisode)
- 2016 : Inspecteur Barnaby : Andrea Craven (1 épisode)
- 2018 : Bodyguard : Lorraine Craddock (6 épisodes)
- 2018 : Meurtres au paradis : Charlotte Hamilton (1 épisode)
- 2018 : Requiem : Verity Satlow (5 épisodes)
- 2018 : L'Affaire Florence Nightingale : Mabel Rogers
- 2020 : La Chronique des Bridgerton : Mrs Colson (1 épisode)